# San Cristóbal (Cuba)
San Cristóbal é um município de Cuba pertencente à província de Artemisa.